# 梶川重太郎
梶川 重太郎（かじかわ じゅうたろう、1864年（元治元年）- 1902年（明治35年）7月2日）は、大日本帝国陸軍軍人。

## 経歴
陸奥の三戸（現・青森県）の生まれ。1885年（明治18年）6月、陸軍士官学校（旧7期）を卒業。1896年（明治29年）、陸軍大学校（第7期生9名のうち首席に次いで二番目の成績・優等で）卒業後、歩兵中尉に叙せられた。後に陸軍大尉に昇格し、日清戦争に出征した。この業績により参謀本部勤務に就任し、イギリスに留学する。1902年（明治35年）北京公使館付武官として清朝に派遣されたが、同年7月2日に自殺した。

## 肖像写真
写真家で日本の近現代写真研究家である谷口雅彦氏所有の写真師・上野彦馬撮影とされる鶏卵紙プリントが存在している。裏書によると、「恭呈　伊東大人　明治三十年十一月二十四日　長崎に於テ　梶川重太郎」とある。